# Electrorecepció

Electroreceptors (ampul·les de Lorenzini) i canals de la línia lateral del cap d'un tauró.

L'electrorecepció és la capacitat biològica de percebre estímuls elèctrics naturals. S'ha observat gairebé exclusivament en els animals aquàtics i en els amfibis, ja que l'aigua és molt millor conductor que l'aire, però actualment es coneixen excepcions com els equidnes, paneroles i abelles. L'electrorecepció s'utilitza com a electrolocalizació (detecció d'objectes) i per electrocomunicació.

## Visió general
Fins fa poc l'electrorecepció només era coneguda en els vertebrats. Investigacions recents han demostrat que les abelles poden detectar la presència i el patró d'una càrrega estàtica en les flors.
L'electrorrecepció es troba en les llamprees, peixos cartilaginosos (taurons, rajades i quimeres), peixos pulmonats, poliptèrids, celacants, esturions, poliodòntids, peixos gat, gymnotiformes, mormírids, monotremes i, almenys, en una espècie de cetaci. Els òrgans electroreceptors en tots aquests grups es deriven embrionaris a partir d'un sistema de mecanosensorial. En els peixos es desenvolupen a partir de les línies laterals. En la majoria dels grups l'electrorecepció és passiva, on s'utilitza predominantment en la depredació. Hi ha dos grups de peixos teleostis que són elèctricament febles i capturen amb l'electrorecepció activa: els peixos ganivet neotropicals (Gymnotiformes) i els peixos elefants africans (Notopteroidei).

## Electrolocalització
Els animals electroreceptius utilitzen d'aquest sentit per localitzar objectes al seu voltant. Això és important en nínxols ecològics on l'animal no pot dependre de la visió, com per exemple en coves, en aigües tèrboles i en la nit. Molts peixos utilitzen camps elèctrics per a detectar les seves preses enterrades. S'ha proposat que els taurons poden usar el seu sentit elèctric agut per a detectar el camp magnètic de la Terra mitjançant la detecció dels corrents elèctriques febles induïts per la seva natació o pel flux dels corrents oceànics. El comportament de les paneroles es pot veure afectat per la presència d'un camp elèctric estàtic i l'eviten. Els Trichoplusia ni també són coneguts per evitar els camps elèctrics.

### Electrolocalització activa

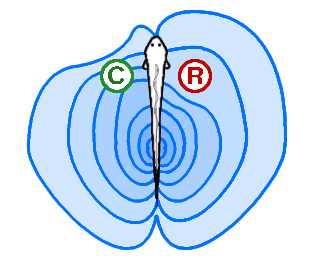
Electrolocalizació activa. Els objectes conductors concentren el camp i objectes resistents l'estenen.

En l'electrolocalització activa, l'animal percep el seu entorn mitjançant la generació de camps elèctrics i detecten distorsions en aquests camps utilitzant òrgans electroreceptor. Aquest camp elèctric és generat per mitjà d'un òrgan elèctric especialitzat que consisteix en els músculs o nervis modificats. Aquest camp pot ser modulat de manera que la seva freqüència i forma d'ona són exclusius de l'espècie i, de vegades, de l'individu. Els animals que utilitzen l'electrorecepció activa inclou al peix elèctricament feble, que, o bé genera petits impulsos elèctrics (anomenats de «tipus pols») o produir una descàrrega quasi-sinusoidal de l'òrgan elèctric (anomenada «tipus ona»). Aquests peixos creen un potencial que és generalment més petit d'un volt. Els peixos elèctricament dèbils poden discriminar entre objectes amb diferents valors de resistència i capacitància, que poden ajudar a identificar l'objecte. L'electrorecepció activa té un interval típic d'aproximadament d'una longitud de cos, encara que els objectes amb una impedància elèctrica similar a la de l'aigua circumdant són pràcticament indetectables.

### Electrolocalització passiva
En l'electrolocalizació passiva, l'animal detecta els camps bioelèctrics febles generats per altres animals i l'utilitza per a localitzar-los. Aquests camps elèctrics són generats per tots els animals a causa de l'activitat dels seus nervis i músculs. Una segona font de camps elèctrics en els peixos són les bombes de ions associades amb l'osmoregulació a la membrana branquial. Aquest camp és modulat per l'obertura i tancament de la boca i de les apertures branquials. Moltes espècies de peixos que s'alimenten de peixos electrògens utilitzen les descàrregues de les seves preses per detectar-les. Això ha portat a la presa d'evolucionar els seus senyals de freqüència fent que siguin més complexos o més alts perquè siguin més difícils de detectar.
L'electrorrecepció passiva es duu a terme únicament per les ampul·les de Lorenzini del peix, que estan sintonitzades a senyals de baixa freqüència (menys d'1 Hz a desenes de Hz).
El peix utilitza l'electrorecepció passiva per a complementar o substituir els seus altres sentits quan vol detectar preses i depredadors. Els taurons perceben un dipol elèctric que és el suficient per a saber si es tracta de menjar.

## Electrocomunicació
Els peixos elèctricament febles també poden comunicar-se mitjançant la modulació de la forma d'ona elèctrica que generen, una capacitat coneguda com a electrocomunicació.
Poden utilitzar això per atraure una parella i per fer exhibicions territorials. Algunes espècies de peix gat utilitzen les seves descàrregues elèctriques només en els comportaments socials que tenen relació amb la lluita (amenaça, agressió, submissió...).
En una espècie de Brachyhypopomus (un gènere de peixos de riu Sud-americà que pertanyent a la família Hypopomidae), el patró de descàrrega elèctrica és similar a la descàrrega d'electrolocalització de baixa tensió de l'anguila elèctrica. Això va fer plantejar la hipòtesi que és una forma de mimetisme de Bates de la perillosa anguila.

## Mecanismes sensorials
L'electrorecepció activa es basa en electroreceptors tuberosos que són sensibles als estímuls d'alta freqüència (20-20.000 Hz). En aquests receptors, les cèl·lules epitelials tenen un connector solt que fa que siguin capacitivament sensorials amb el medi ambient extern.
L'electrorecepció passiva però, es basa en els receptors ampul·lars que són sensibles als estímuls de baixa freqüència (per sota de 50 Hz). Aquests receptors tenen un canal farcit de gel que condueix des dels receptors sensorials a la superfície de la pell. Els mormírids (peixos elèctrics d'Àfrica) utilitzen receptors tuberosos coneguts com a Knollenorgans per a detectar senyals elèctrics de comunicació.

## Exemples

### Taurons i rajades
Els taurons i les rajades (membres de la subclasse Elasmobranchii), com el tauró llimona, depenen en gran manera de l'electrolocalizació en les etapes finals dels seus atacs, com es pot demostrar per la forta resposta a l'hora de menjar provocada pels camps elèctrics similars als de les seves preses. Els taurons són els animals més sensibles elèctricament coneguts, que responen als camps de CC tan baixos com 5 nV/cm.
Els sensors del camp elèctric dels taurons són anomenades ampul·les de Lorenzini. Es componen de cèl·lules electroreceptores connectades amb l'aigua de mar pels porus en els seus musells i per altres zones del cap. Els primers problema amb els cables telegràfics submarins va ser el dany causat pels taurons que van sentir els camps elèctrics produïts per aquests cables. És possible que els taurons puguin utilitzar el camp magnètic de la Terra per a navegar pels oceans utilitzant aquest sentit.

### Teleostis
L'anguila elèctrica, a més de la seva capacitat per generar descàrregues elèctriques d'alta tensió, utilitza impulsos de tensió inferiors per a la navegació i la detecció de preses en el seu hàbitat d'aigua tèrbola. Aquesta capacitat és compartida amb altres Gymnotiformes.

### Monotremes

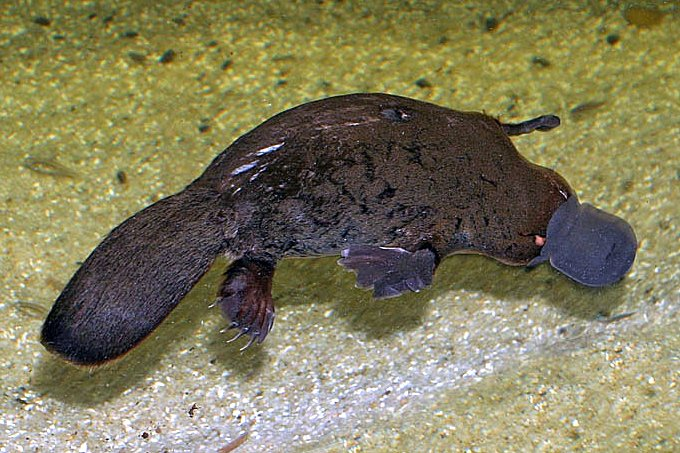
L'ornitorrinc també utilitza l'electrorecepció.

Els monotremes són l'únic grup de mamífers terrestres coneguts per tenir evolucionada l'electrorecepció. Mentre que els electroreceptors en peixos i amfibis van evolucionar a partir dels òrgans mecano-sensorials de la línia lateral, els dels monotremes es basen en les glàndules cutànies innervades pels nervis del trigemin.
Els electroreceptors de monotremes consisteixen en terminacions nervioses lliures ubicades a les glàndules mucoses del musell. Entre els monotremes, l'ornitorrinc (Ornithorhynchus anatinus) té el sentit elèctric més agut. L'ornitorrinc té gairebé 40.000 electroreceptors, que probablement l'ajuda a la localització de la presa. El sistema electroreceptiu de l'ornitorrinc és altament direccional, amb l'eix de major sensibilitat apuntant cap a fora i cap avall. Al fer moviments curts amb el cap, anomenats «moviments sacàdics». Al nedar, ornitorrincs exposen constantment la part més sensible per a l'estímul elèctric per a localitzar les preses amb la major precisió possible. Sembla que l'ornitorrinc utilitza l'electrorecepció juntament amb sensors de pressió per a determinar la distància a la presa mitjançant la demora entre l'arribada de senyals elèctrics i els canvis de pressió en l'aigua.
Les capacitats de l'electrorecepció de les dues espècies d'equidnes (que són terrestres) són molt més simple. Els equidnes de musell llarg occidental (Zaglossus bruijnii) només posseeixen 2.000 receptors i els equidnes de musell curt (Aculeatus tachyglossus) tenen 400 que es concentren a la punta de la boca. Aquesta diferència es pot atribuir als seus mètodes d'hàbitat i alimentació. Els equidnes mussell llarg occidentals viuen en els boscos tropicals humits s'alimenten de cucs de terra de la fullaraca humida, pel que el seu hàbitat és probablement favorable per a la recepció de senyals elèctrics. Contràriament a això, el seu parent de musell curt viu en un hàbitat més àrid i s'alimenta principalment de tèrmits i formigues en els seus nius; la humitat en aquests nius presumiblement permet l'electrorecepció per a ser utilitzada en la caça de les preses enterrades, sobretot després de les pluges. Els experiments han demostrat que els equidnes poden ser entrenats per a respondre als camps elèctrics febles de l'aigua i del sòl humit. S'ha plantejat la hipòtesi que el sentit elèctric de l'equidna és un vestigi de l'evolució d'un ornitorrinc primitiu.

### Dofins
Els dofins han evolucionat l'electrorecepció en estructures diferents a la dels peixos, dels amfibis i dels monotremes. Les vibrisses a la cara dels dofins de la Guyana (Sotalia guianensis), originalment associades amb les barbes de mamífers, són capaços de percebre camps elèctrics tan baixos com 4,8 mV/cm, suficient per a detectar peixos petits. Això és comparable a la sensibilitat dels electroreceptors de l'ornitorinc. Fins a la data (juny del 2013), aquestes cèl·lules només s'han descrit en un sol espècimen de dofins.

### Abelles
Les abelles recullen una càrrega estàtica positiva mentre volen per l'aire. Quan una abella visita una flor, la càrrega queda dipositada a la flor durant un temps abans de patir una fuita a terra. Les abelles poden detectar tant la presència com el patró dels camps elèctrics en les flors i utilitzar aquesta informació per saber si una flor ha estat visitada recentment per una altra abella i que per tant sigui probable que tingui una concentració reduïda de pol·len. El mecanisme de recepció del camp elèctric en els animals que viuen en l'aire com les abelles es basa en la mecano-recepció i no en l'electrorecepció. Les abelles reben els canvis de camp elèctric a través dels òrgans de Johnston de les seves antenes i possiblement d'altres mecano-receptors. Distingeixen diferents patrons temporals i aprenen d'ells. Durant la dansa de les abelles, les abelles semblen utilitzar el camp elèctric que emana de l'abella ballarina per establir una comunicació a distància.

## Efectes sobre la fauna salvatge
S'ha afirmat que els camps electromagnètics generats per les antenes de telefonia i per les torres d'electricitat tenen efectes adversos sobre la fauna salvatge; s'ha publicat una llista de 153 referències sobre aquest tema.